# تیوریدازین
تیوریدازین (به انگلیسی: Thioridazine)یک داروی ضد روان پریشی نسل اول است که متعلق به گروه دارویی فنوتیازین است و قبلاً به‌طور گسترده در معالجه اسکیزوفرنی و روان پریشی مورد استفاده قرار می‌گرفت. این محصول در سال ۲۰۰۵ به دلیل اینکه باعث ایجاد آریتمی شدید قلبی می‌شد از سراسر جهان خارج شد.
اولین کاربرد آن در پزشکی، درمان اسکیزوفرنی بود. همچنین با موفقیت انجام شد به عنوان درمانی برای علائم روانپزشکی مختلفی که در افراد مبتلا به زوال عقل دیده می‌شود، اما استفاده مزمن از تیوریدازین و سایر ضد روانپزشکی در افراد مبتلا به زوال عقل توصیه نمی‌شود.رده درمانی: داروهای ضد روان‌پریشی
اشکال دارویی: قرص

## موارد مصرف
تیوریدازین اصولاً جهت درمان روان‌پریشی بکار می‌رود، ولی در ترک مصرف الکل و مواد مخدر نیز کاربرد دارد.

## مکانیسم اثر
تیوریدازین مشتق پیپریدینی از گروه فنوتیازین‌ها است. مکانیسم اصلی اغلب این داروها مهار گیرنده‌های دوپامینی در سلول‌های مغز است.

## عوارض جانبی
به دلیل احتمال عوارض قلبی و چشمی کاربرد آن محدود شده‌است. سایر عوارض مانند آثار آنتی کولینرژیک (خشکی دهان، تاری دید و یبوست)، سندرم نورولپتیک بدخیم، افت فشارخون و …
Thioridazine فاصله QTc را بصورت وابسته به دوز طولانی‌تر می‌کند.عوارض جانبی اکستراپیرامیدال به مراتب کمتر از اکثر داروهای ضد روانپریشی نسل اول ایجاد می‌کند. استفاده از آن، همراه با استفاده از سایر داروهای ضد روانپریشی تیپیک، با رتینوپاتیهای دژنراتیو همراه بوده‌است. گرایش بالاتری برای ایجاد عوارض جانبی آنتی کولینرژیک همراه با میل کمتری در ایجاد عوارض جانبی اکستراپیرامیدال و آرام بخشی نسبت به کلرپرومازین دارد، اما همچنین شیوع بالایی ازهایپوتانسیون و کاردیوتوکسیسیتی دارد. همچنین نسبت به سایر داروهای ضد روانپریشی نقش نسبتاً بالایی در ایجاد ارتوستاتیک هایپوتانسسیون دارد. به‌طور مشابه با سایر داروهای ضد روانپریشی نسل اول، اثر نسبتاً بالایی در افزایش پرولاکتین دارد. این یک خطر متوسط برای ایجاد افزایش وزن است. همان‌طور که با تمام داروهای ضد روانپریشی، تیوریدازین به مواردی از dyskinesia tardive (یک اختلال عصبی غالباً دائمی که با حرکات کند، تکراری، بدون هدف و غیرارادی همراه است، اغلب در عضلات صورت مرتبط است، که معمولاً با سالها ادامه درمان با داروهای ضد روانگردان صورت می‌گیرد، به خصوص آنتی سایکوتیک‌های نسل اول (یا معمولی) مانند تیوریدازین) و سندرم بدخیم نورولپتیک (یک عارضه بالقوه کشنده در درمان آنتی سایکوتیک). دیسکرازی خونی مانند اگرانولوسیتوز، لکوپنی و نوتروپنی با درمان تیوریدازین امکان‌پذیر است. Thioridazine همچنین پس از سالها استفاده با رنگدانه غیرطبیعی شبکیه همراه است.